# Julius Vosseler
Julius Vosseler (* 16. Dezember 1861 in Freudenthal bei Besigheim; † 18. September 1933 in Hamburg) war ein deutscher Zoologe und Zoodirektor.

## Leben
Julius Vosseler wurde am 16. Dezember 1861 in Freudenthal bei Besigheim (Württemberg) geboren. 1867 zog er mit seinen Eltern nach Stuttgart, wo er schon bald zu den häufigen Besuchern des Tiergartens von Gustav Werner sowie später des Nillschen Tiergartens gehörte. Dabei bereitete Werner dem damals etwa sechsjährigen Jungen ein unvergessliches Erlebnis, indem er ihm einen 14 Tage alten Löwen auf den Arm setzte.
Nach dem Studium in Stuttgart bei Gustav Jäger sowie in Tübingen bei Wilhelm Pfeffer, Friedrich August von Quenstedt und Theodor Eimer promovierte Vosseler 1885 bei letzterem über Copepoden und blieb bis 1892 als Assistent in dessen Institut. Am 3. März 1893 folgte die Habilitation im Fach Zoologie in Stuttgart, wo Vosseler am Königlichen Naturalienkabinett wirkte. In dieser Zeit führten ihn Forschungsreisen nach Algerien, Tunesien und Kleinasien. 1903 wurde Vosseler zum Mitglied der Leopoldina gewählt und folgte einem Ruf der preußischen Regierung an das Biologisch-Landwirtschaftliche Institut in Amani in der damaligen Kolonie Deutsch-Ostafrika. Dort arbeitete er bis 1908 überwiegend entomologisch über tropischen Pflanzenschutz und teilte sein Heim unter anderem mit Stachelschweinen, Hörnchen, Erdmännchen und Schuppentieren.
1909 wurde Vosseler Nachfolger von Heinrich Bolau als vierter Direktor des Zoologischen Gartens Hamburg. Trotz tiergärtnerisch hervorragender Erfolge war es ihm nicht vergönnt, den selbst in schwierigsten Zeiten finanziell völlig auf sich selbst gestellten und daher angeschlagenen Betrieb auch wirtschaftlich zu sanieren. 1927 ließ Vosseler sich pensionieren. Bereits 1931 schloss der Zoologische Garten Hamburg letztmals seine Pforten, nachdem auch der Versuch der Weiterführung als Vogelpark gescheitert war.
Nach schwerem Leiden starb Julius Vosseler am 18. September 1933.

## Wirken
Julius Vosselers zoologische Kenntnisse in Verbindung mit Forschertalent mündeten in zahlreiche Veröffentlichungen. Auch als tierpflegerisch geschickter Tiergärtner leistete er Hervorragendes. So gelang ihm erstmals eine 13-jährige Haltungsdauer bei Seekühen, und die Schimpansen, die er über den Ersten Weltkrieg brachte, waren 1919 die einzigen noch lebenden Menschenaffen in ganz Deutschland.

## Ehrungen
Der Zoologe Fritz Nieden benannte 1913 eine Unterart eines ostafrikanischen Zweihornchamäleons, von der Vosseler Typusexemplare gesammelt hatte, nach ihm: Chamaeleon fischeri vosseleri Nieden, 1913. In Hamburg wurde 1948 eine Straße nach Julius Vosseler benannt.

## Schriften (Auswahl)
- Die freilebenden Copepoden Württembergs und angrenzender Gegend. Dissertation, Universität Tübingen. In: Jahreshefte des Vereins für vaterländische Naturkunde in Württemberg. 1886, S. 167–204 (Archive)
- Untersuchungen über glatte und unvollkommen quergestreifte Muskeln der Arthropoden. Laupp, Tübingen, 1891.
- mit Hermann August Krauss: Beiträge zur Orthopterenfauna Orans (West-Algerien). (= Mitteilungen aus dem Königlichen Naturalien-Kabinett zu Stuttgart.) In: Zoologische Jahrbücher. Abtheilung für Systematik. Band 9, 1896, S. 515–556, Tafel 7 (BHL)
- Die Amphipoden der Plankton-Expedition: I. Theil. Hyperiidea 1. (= Ergebnisse der Plankton-Expedition der Humboldt-Stiftung. Band II) Lipsius & Tischer, Kiel und Leipzig 1901. (Archive)
- Pflege und Haltung der Seekühe (Trichechus) nebst Beiträgen zu ihrer Biologie. In: Pallasia. Band 2, 1924/1925, S. 58–67, 113–133, 167–180, 213–230.
- Zur Fortpflanzung des Känguruhs. In: Der Zoologische Garten (N.F.). Band 3, 1930, S. 1–11.